# یواس‌اس اس-۴۱ (اس‌اس-۱۴۶)
یواس‌اس اس-۴۱ (اس‌اس-۱۴۶) (به انگلیسی: USS S-41 (SS-146)) یک زیردریایی بود که طول آن ۲۱۹ فوت ۳ اینچ (۶۶٫۸۳ متر) بود. این زیردریایی در سال ۱۹۲۱ ساخته شد.